# Recorded Texas Historic Landmark

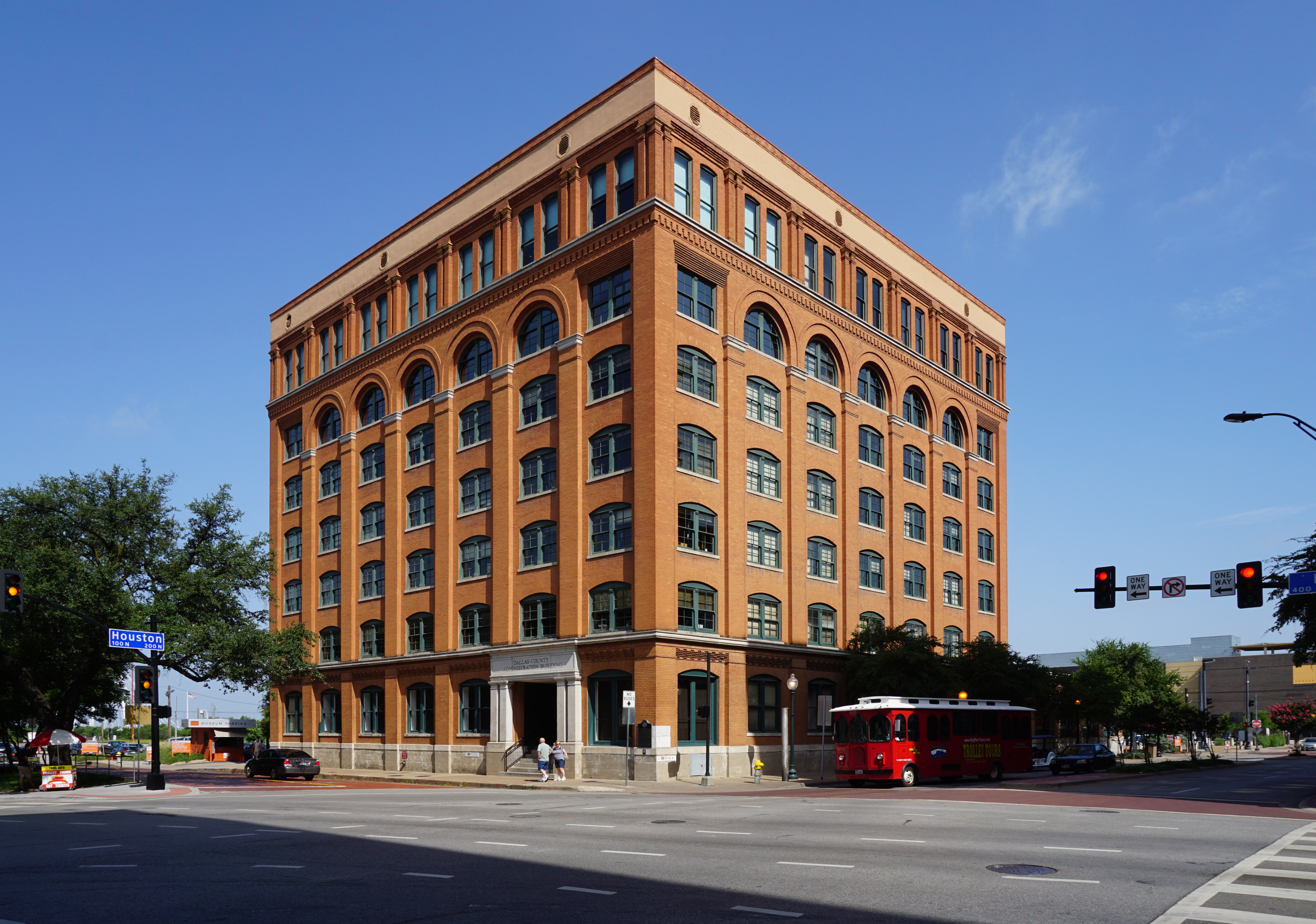
Le Texas School Book Depository, un Recorded Texas Historic Landmark depuis 1981.

Un Recorded Texas Historic Landmark est un monument bénéficiant de la plus haute des protections pouvant être accordées par la Texas Historical Commission aux biens du patrimoine culturel du Texas, dans le sud des États-Unis.

## Quelques exemples
- Bosque County Courthouse
- Dallas Municipal Building
- Fort Sam Houston
- Gage Hotel
- Old Huffmeyer Store, à Bandera
- Trinity Lutheran Church à Stonewall